# 소를 넣은 피

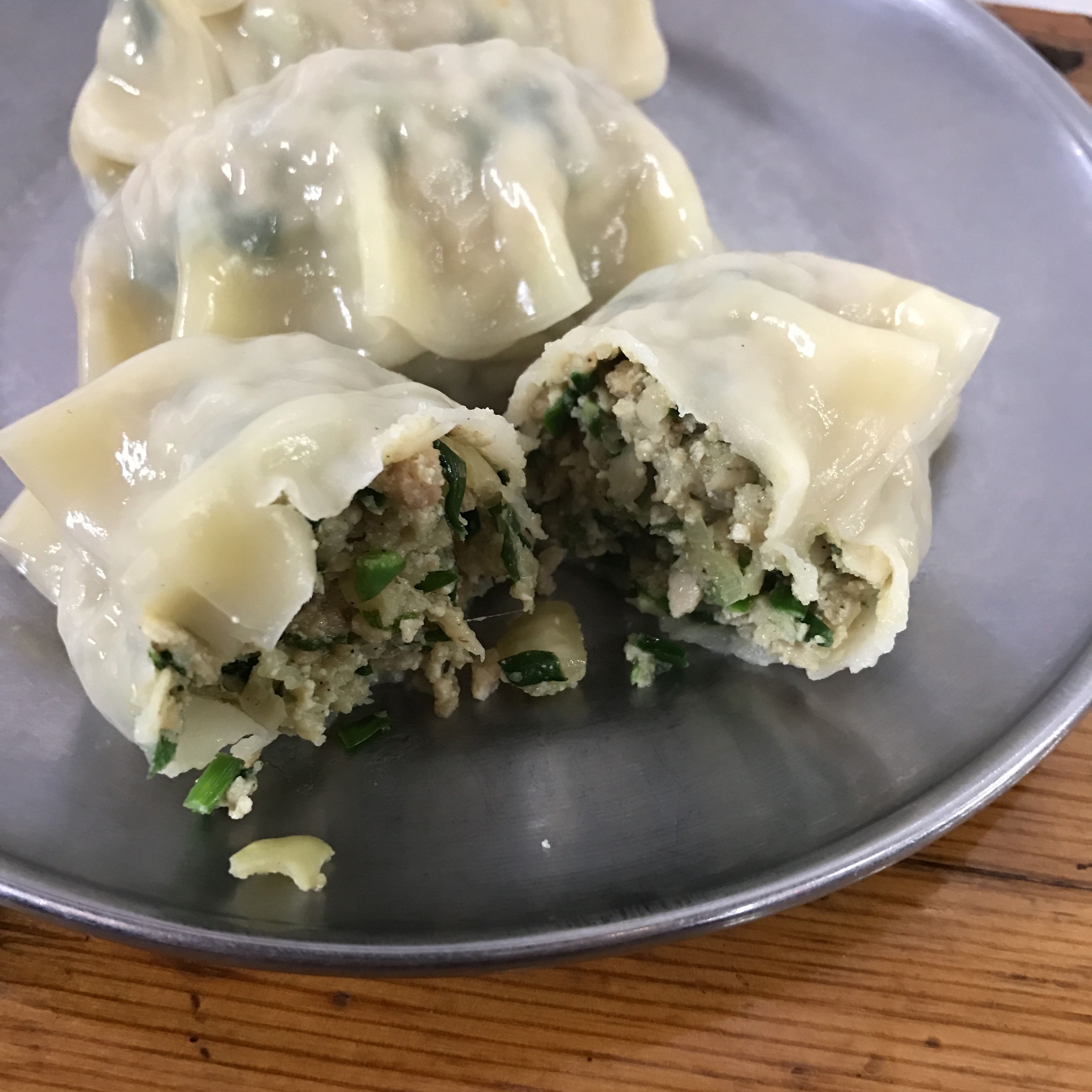
만두

소를 넣어 빚은 피 음식은 여러 문화권에서 다양한 이름과 모양으로 존재한다. 한국의 만두와 비슷한 음식들이기 때문에 만두류(饅頭類)로 통칭하기도 한다.

## 역사
역사적으로 밀을 가장 먼저 재배했던 지역은 기원전 90세기 경 아나톨리아 반도이며, 기원전 30세기 경 유프라테스 강과 티그리스 강의 메소포타미아 문명 이 대량 재배 한 것으로 추정된다. 메소포타미아인들은 밀가루를 물과 반죽한 뒤 뜨거운 돌 위에 넓게 펴서 '닌다'라는 이름의 빵을 만들어 먹었다. 이후 메소포타미아의 요리책에서 '푀겔헨'이라는 요리가 발견 되는데, 이는 닌다 위에 다진 고기를 얹고, 다시 닌다를 얹은 후 익혀 먹는 음식이다. 현재 만두와 크게 다르지 않은 조리법이다. 만두와 유사한 요리는 전세계적으로도 어렵지 않게 찾아볼 수 있으며 각 나라별로 다양한 요리법을 가지고 있다. 밀가루 음식이 옛 메소포타미아 문명에서 출발하면서 만두 유사한 요리가 등장하였고, 이것이 동쪽의 아시아를 거쳐서 다시 유럽으로 퍼졌다는 설이 있다. 
기원전 550년에 메소포타미아 문명 자리에 번성했던 페르시아 제국은 사각형으로 만든 무발효 밀반죽 위에 다진 고기와 양념을 속을 채워 먹는 요리인 '요시파라'라는 요리를 먹었다. 이 요시파라는 중앙아시아 지역에 퍼져 시시바라, 추츠바라, 두시바라, 최츼라 등 다양한 만두 조리법의 어원이 된다. 당시 페르시아는 실크로드를 통해 중국의 한나라와 교역하고 있었고, 실크로드를 따라 만두가 중국으로 전래 된다. 그 과정에서 물이 부족한 중앙아시아, 중동 지역에서는 화덕에 굽거나 튀기는 방식으로 바뀌었다.
중국인들은 이 음식을 '이민족의 밀가루 음식'이란 뜻의 후빙(胡餠) 이라고 불렀다. 이 후빙은 시간이 지나며 중원의 음식으로 정착, 중국 문화와 융합을 이루어 현재의 지엔빙(煎餅, 전병), 웨빙(月饼, 월병)이 되었다. 후빙은 중앙아시아의 굽는 방식에서 벗어서 물이 풍부한 중국 문화권의 삶고 찌는 조리법과 결합하게 된다. 찌는 방식은 만터우(饅頭)며, 삶는 방식은 탕빙(湯餅)이라 하였으나, 탕빙은 수제비, 만둣국 등 다양하게 추정될 뿐 정확한 조리법이 밝혀지지 않았다.
나관중(羅貫中)이 쓴 《삼국지연의(三國志演義)》에 보면 다음과 같은 고사(故事)가 실려있다. <삼국시대 촉(蜀)나라의 승상 제갈공명(諸葛孔明)이 남만(南蠻·지금의 미얀마 부근)을 정벌하고 돌아오는 길에 여수(濾水)의 풍랑이 심하여 건널 수 없게 되었다. 이에 부하 하나가 남만의 풍속에 따라 사람 목을 베어 머리를 수신(水神)에게 바칠 것을 권했다. 공명은 적지일지라도 더 이상 사람의 목숨을 해칠 수는 없다며 밀가루 반죽에 양과 돼지고기를 넣어 사람의 머리처럼 빚어서 바쳤다.>
이 고사로 인해 만두가 남만인의 머리를 뜻하는 ‘만두(蠻頭)에서 유래했다는 설이 퍼져있으나, 일부 전문가들은 고사 자체가 정사(正史)에는 나오지 않는 허구(虛構)라서 역사적 근거로 삼기에는 많이 부족하다고 한다. 삼국시대 이전인 후한(後漢) 시대에 최식(崔寔)이 지은 《사민월령(四民月令)》에 이미 만두라 할 만한 음식이 등장한다는 점이 이를 뒷받침한다.
한반도에는 14세기에 원나라를 통해 소개되었다고 여겨지거나, 그보다 더 이른 시기에 중동에서 비단길을 통해 들어왔다고 보기도 한다.

## 종류

#### 한국
만두피로 만든 만두 류가 소를 넣은 피에 해당한다. 밴새, 부꾸미, 송편, 편수, 혼돈 등이 있다.

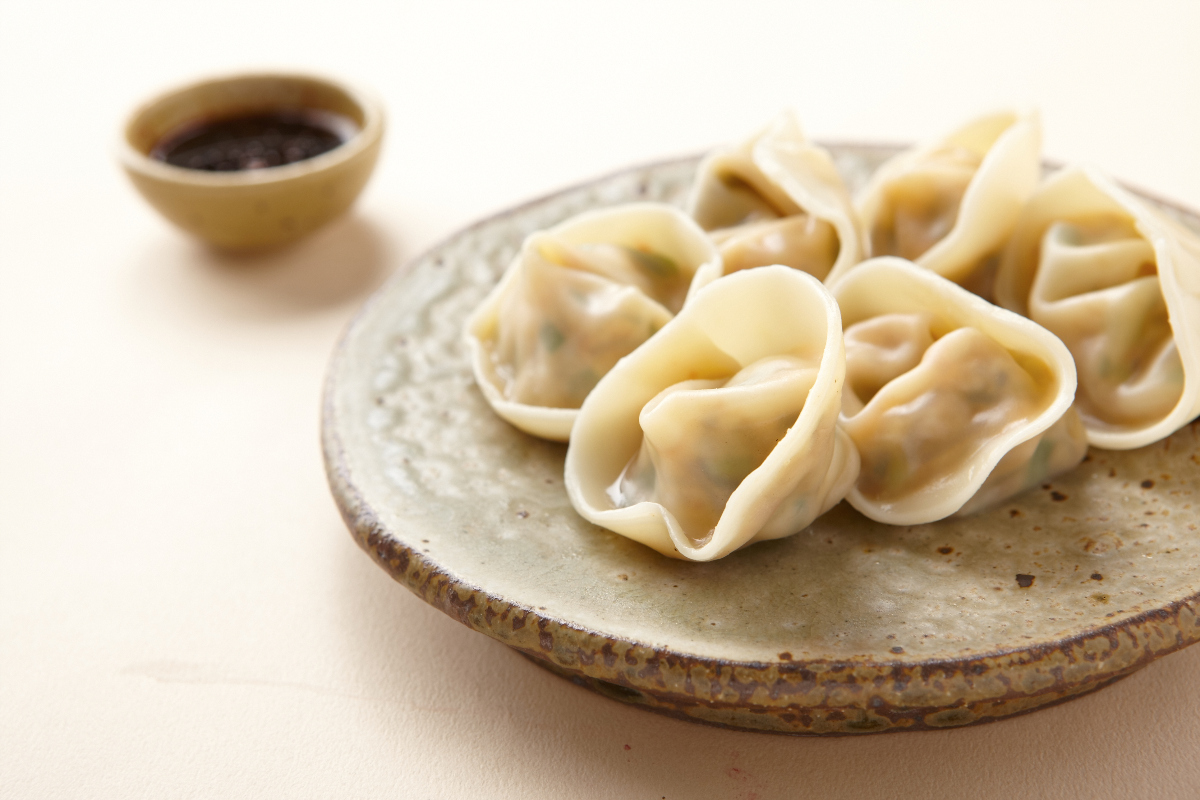
만두
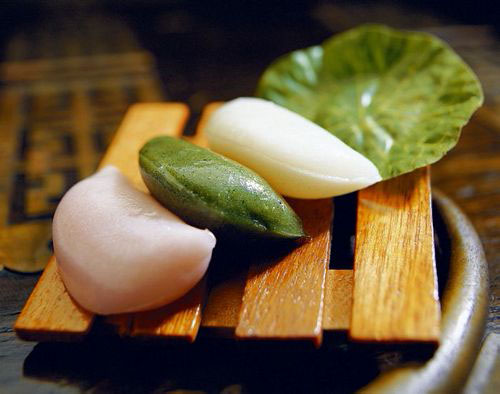
송편
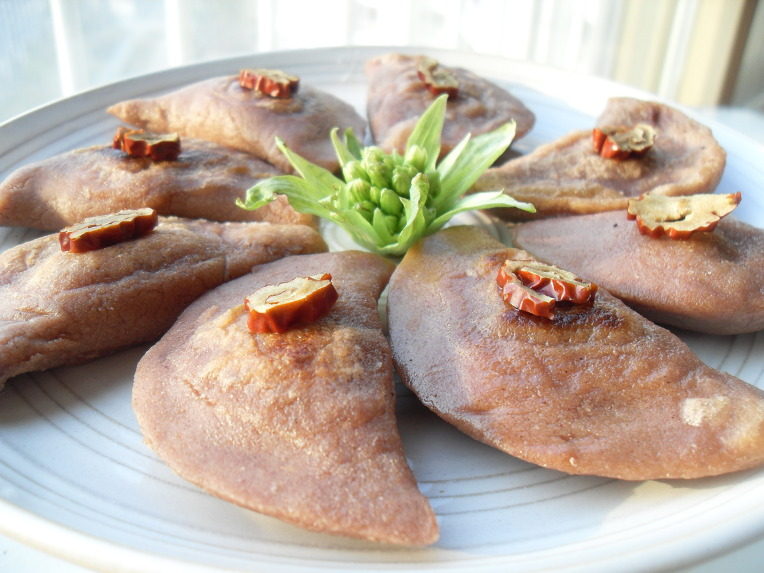
수수부꾸미

#### 아시아
중국에는 딤섬, 자오쯔, 샤오롱바오 등등 수백개의 만두류 음식이 있으며 중화권의 대표적인 요리로 세계에 알려져 있다.
- 남아시아: 구지야, 모다크, 모모, 코루카타
- 몽골: 반시, 부즈
- 서아시아: 조슈파라, 힌칼리
- 아제르바이잔: 귀르재
- 일본: 교자
- 중국: 자오쯔, 사오마이, 판궈, 훈툰
- 중앙아시아: 만트, 아샤크
- 티베트: 샤 발레

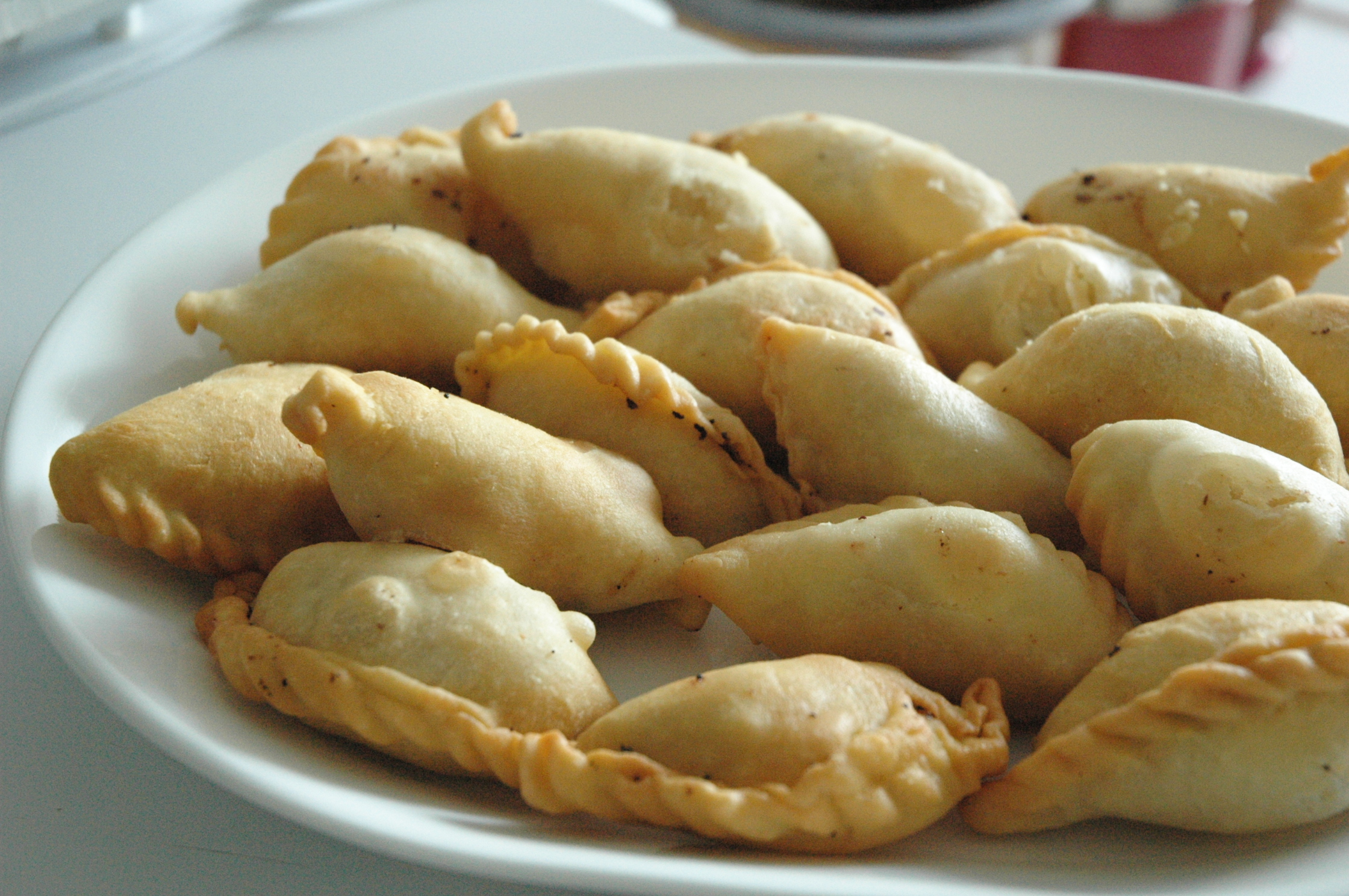
구지야
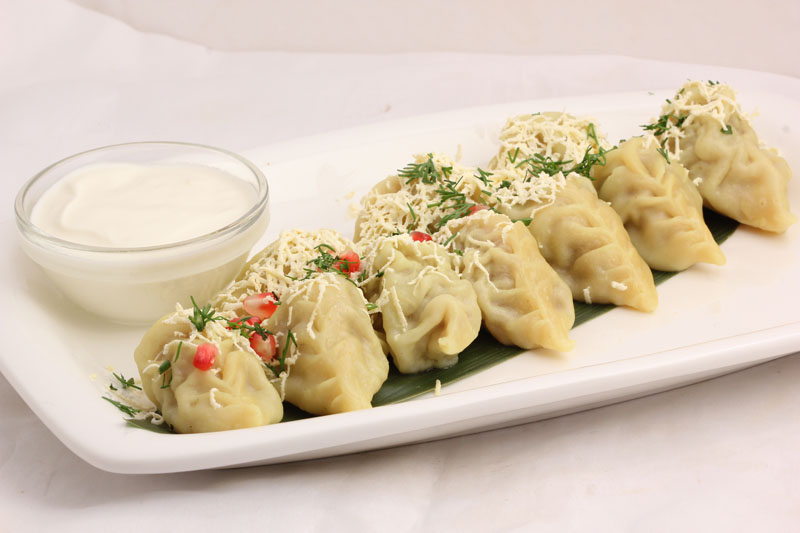
귀르재
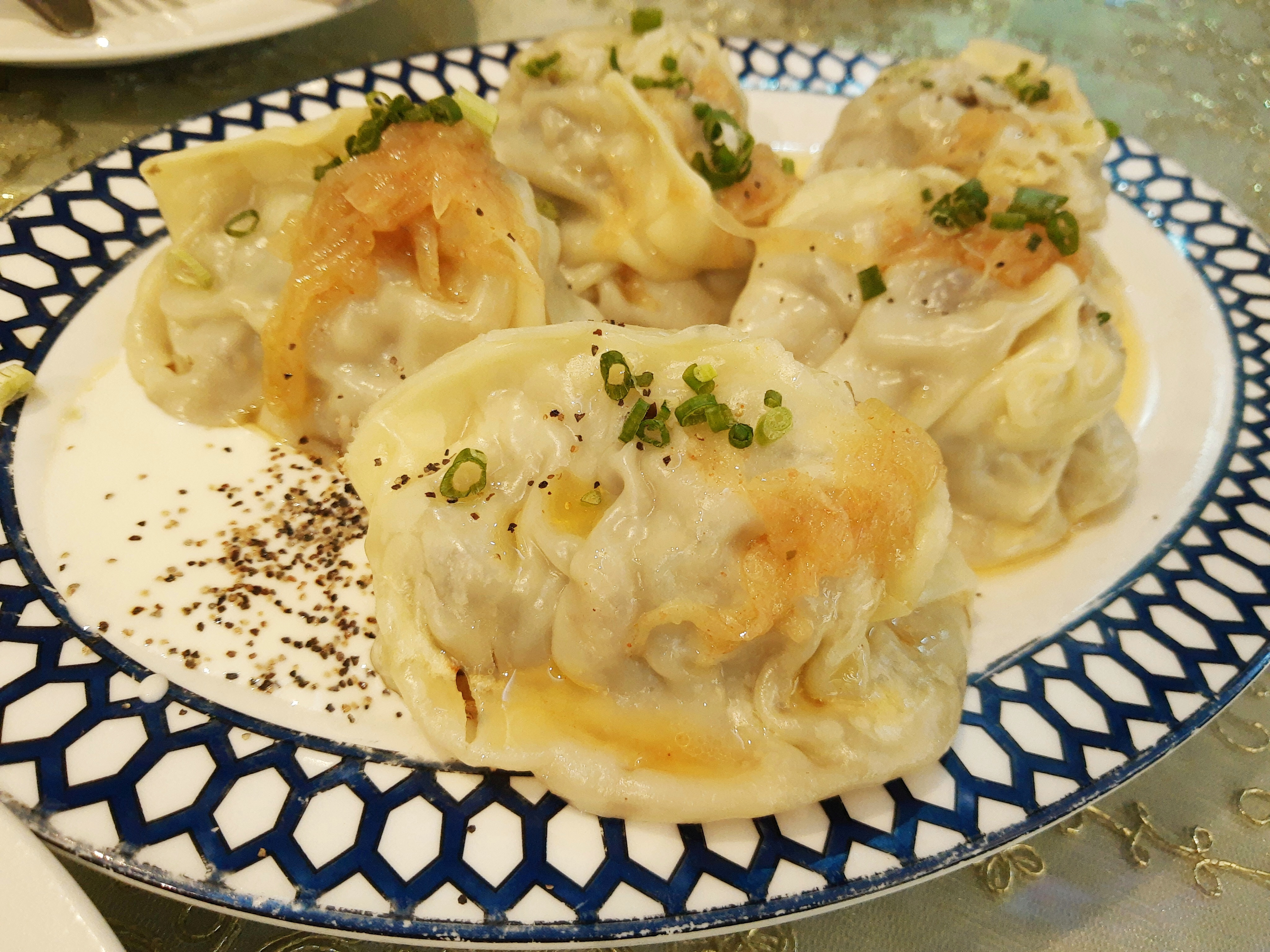
만트
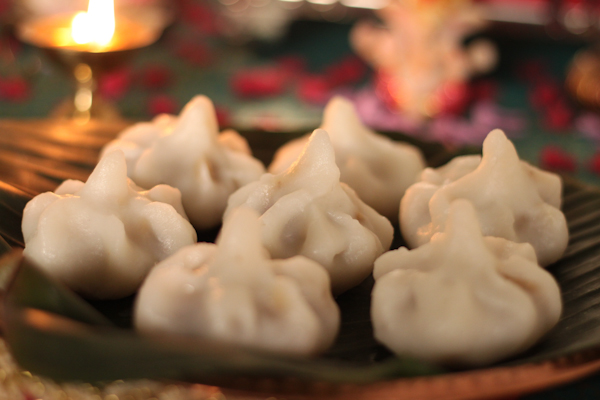
모다크
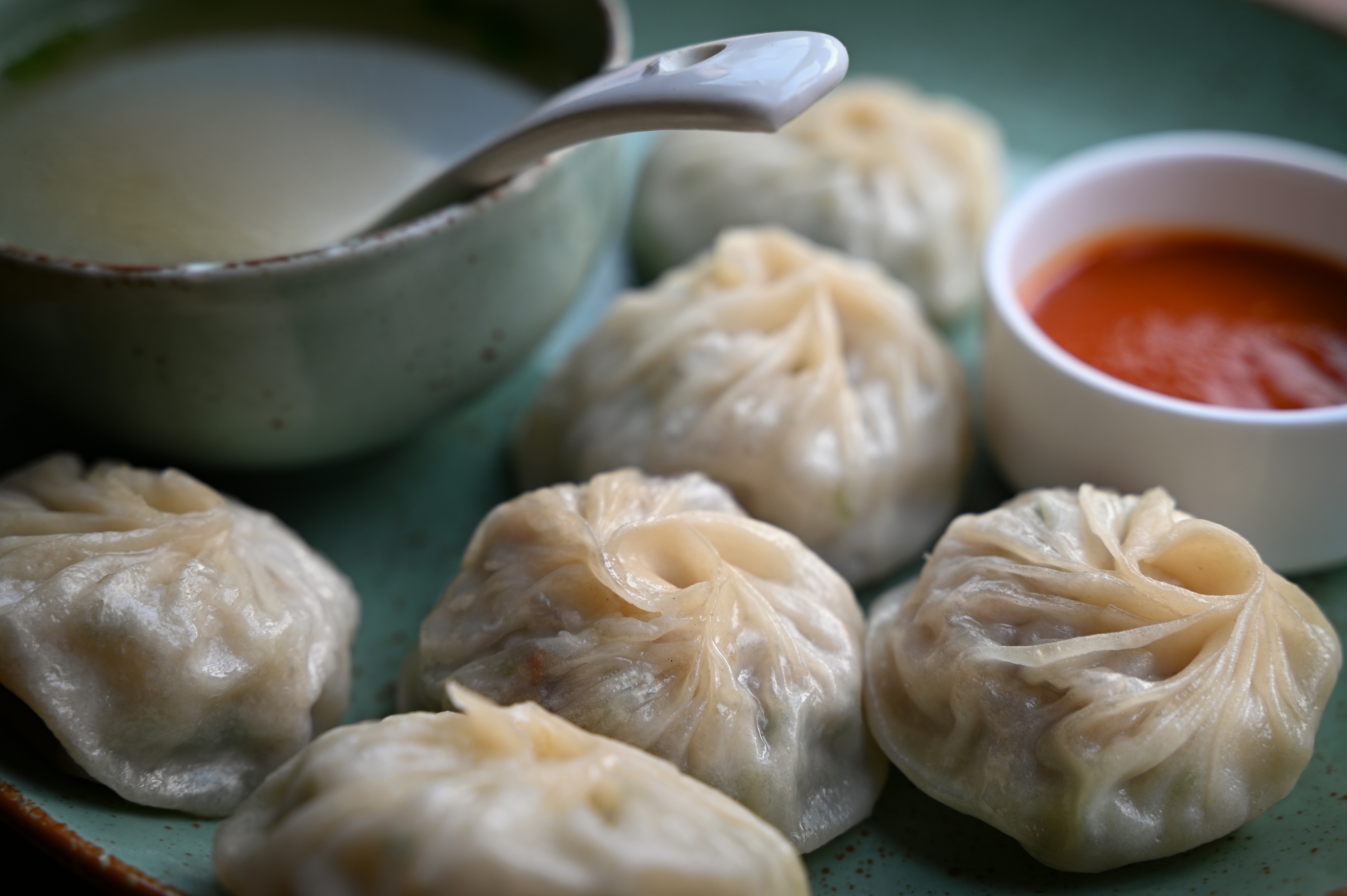
모모
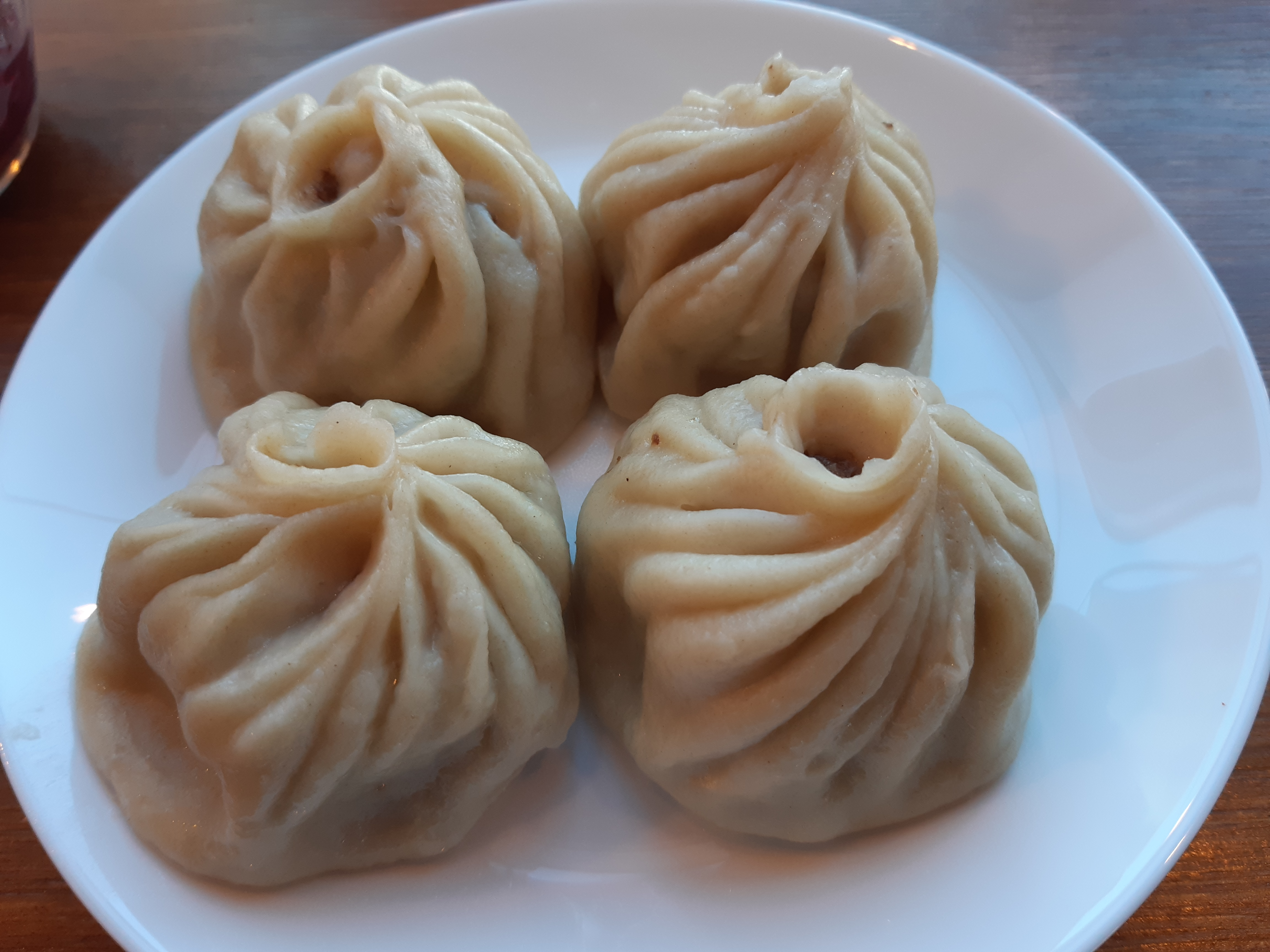
부즈
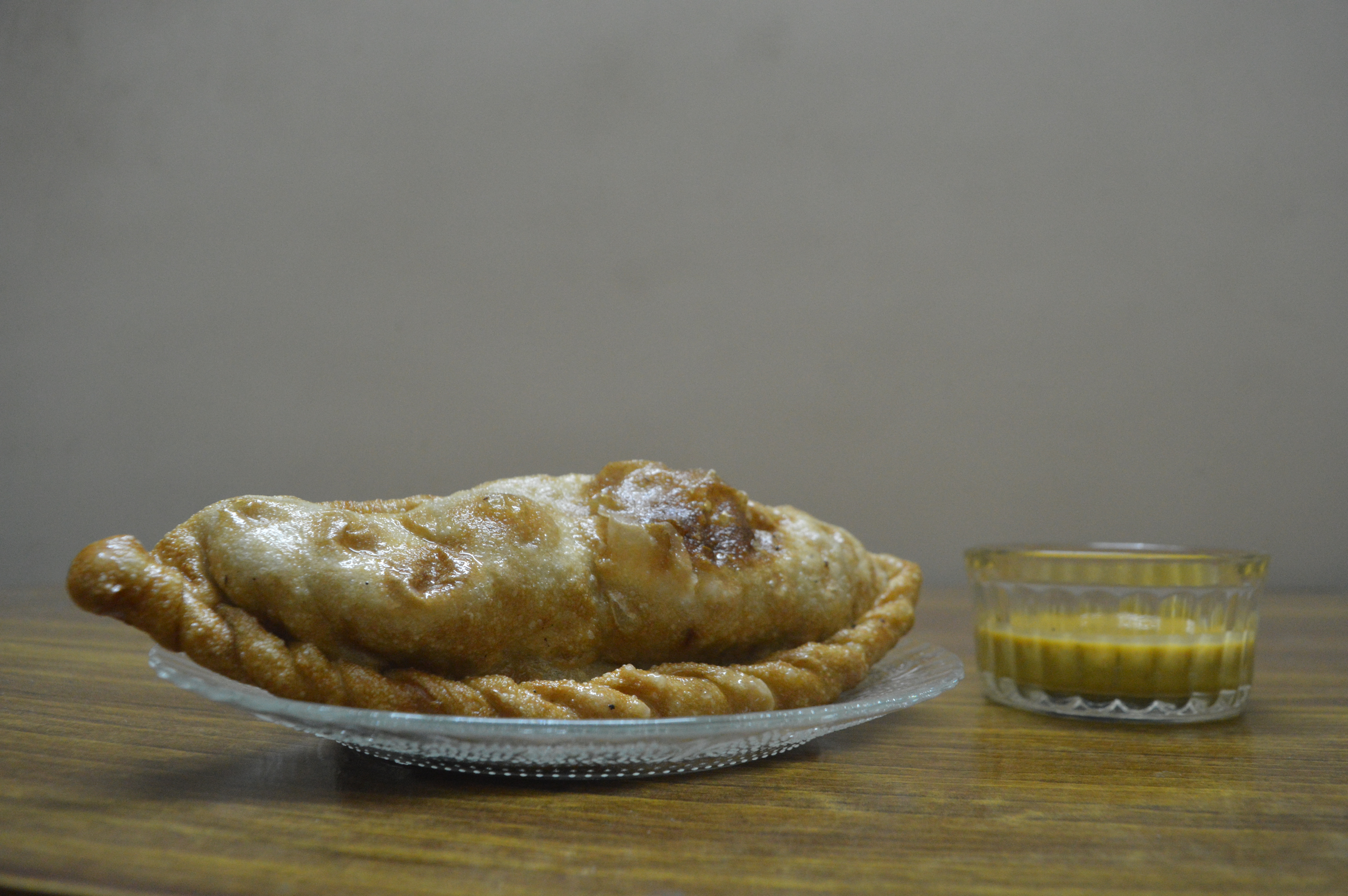
샤 발레
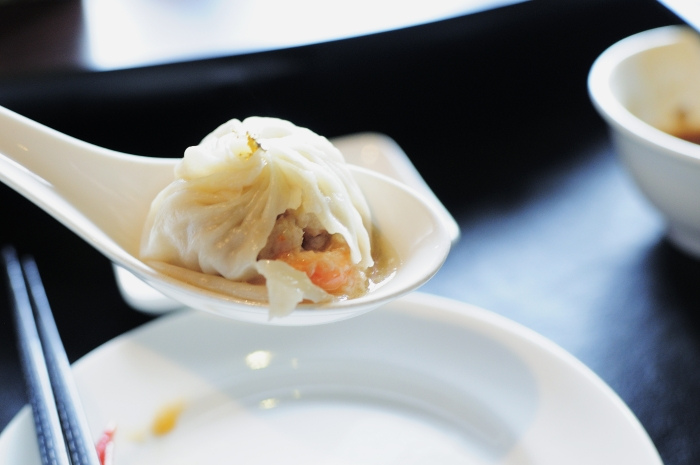
샤오룽바오
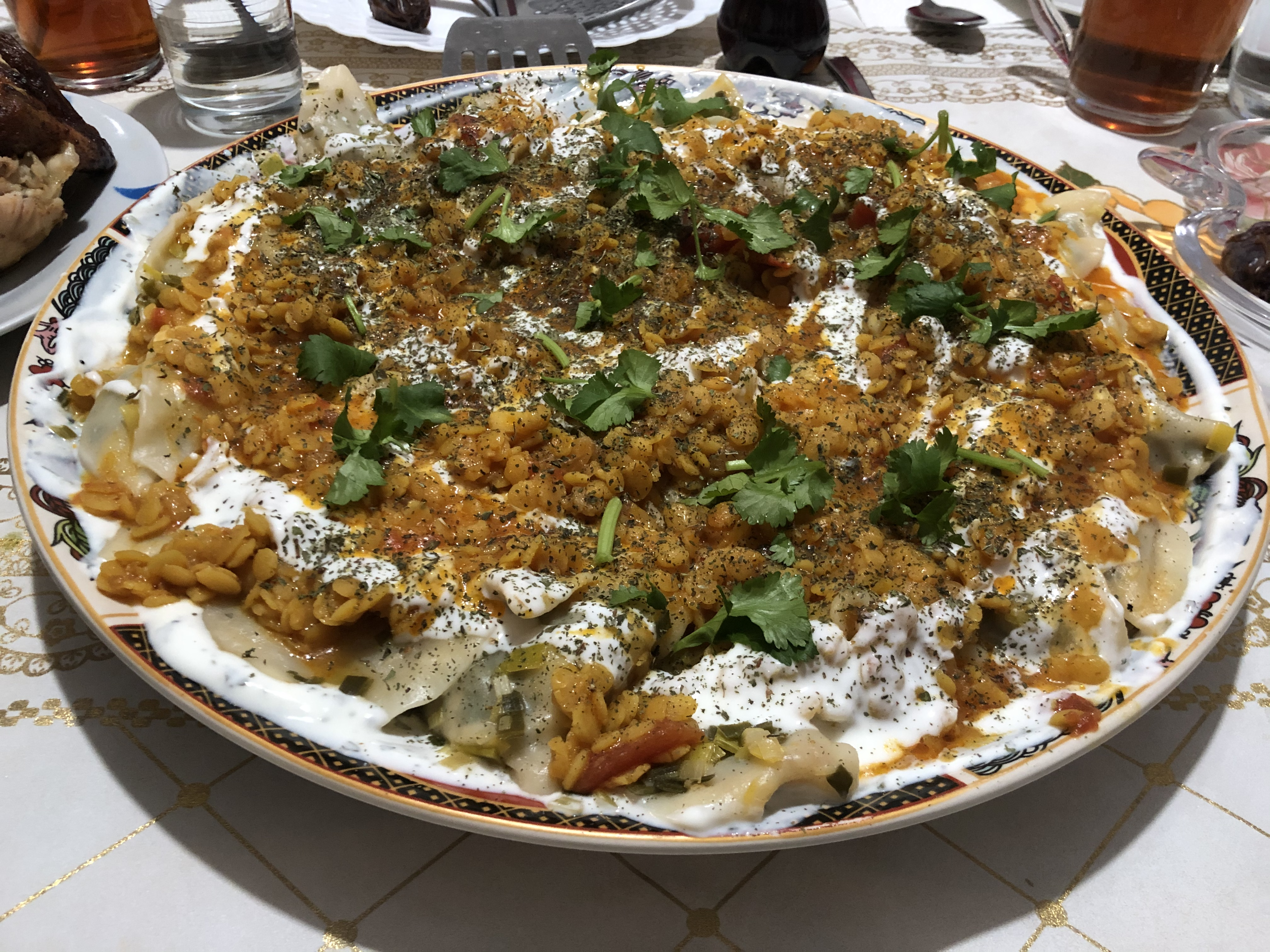
아샤크
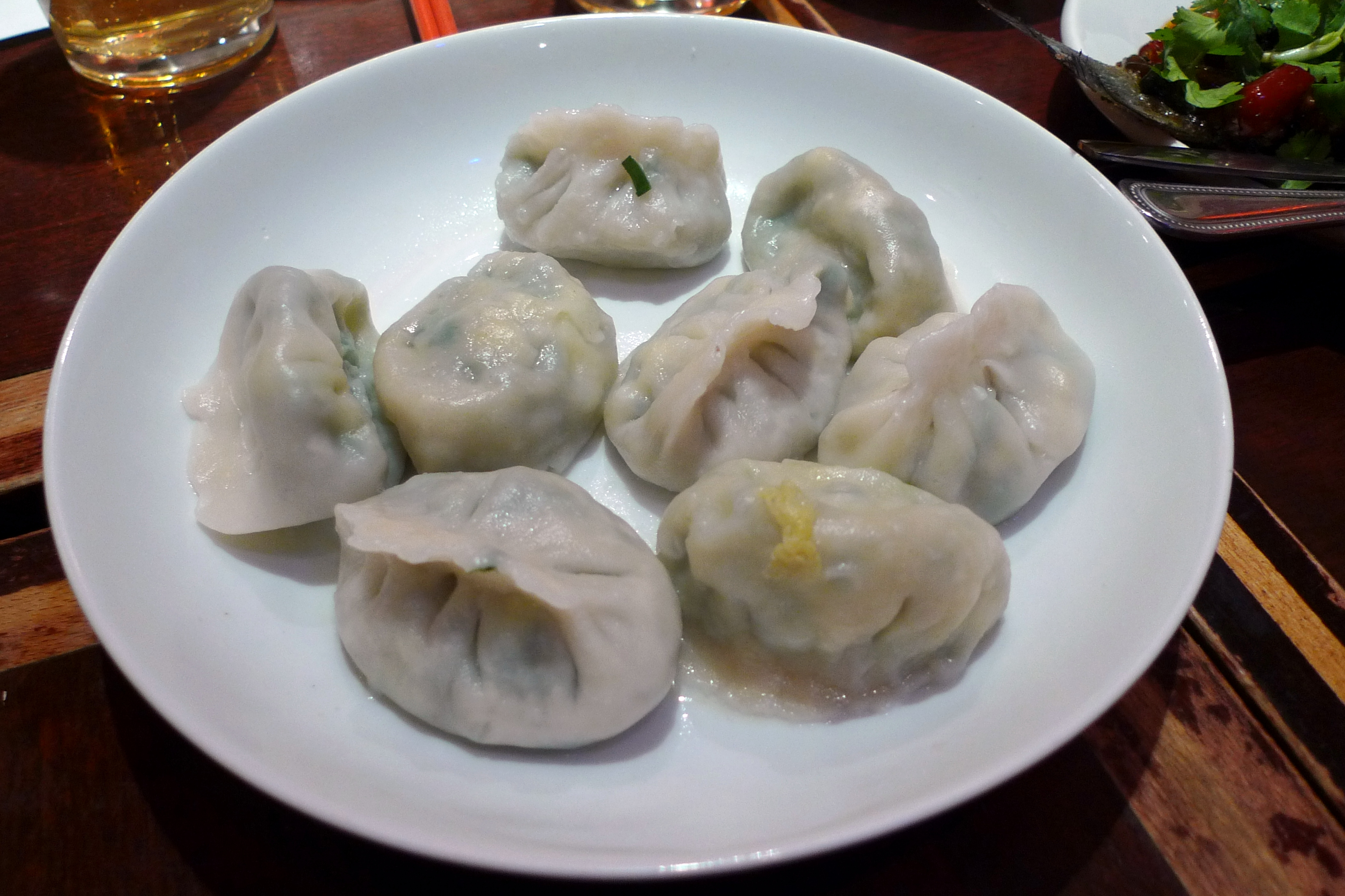
자오쯔
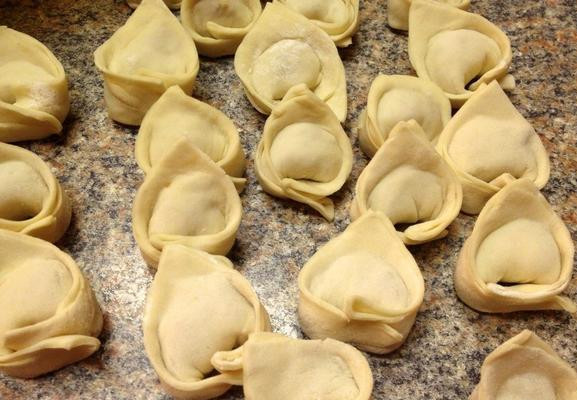
추치바라
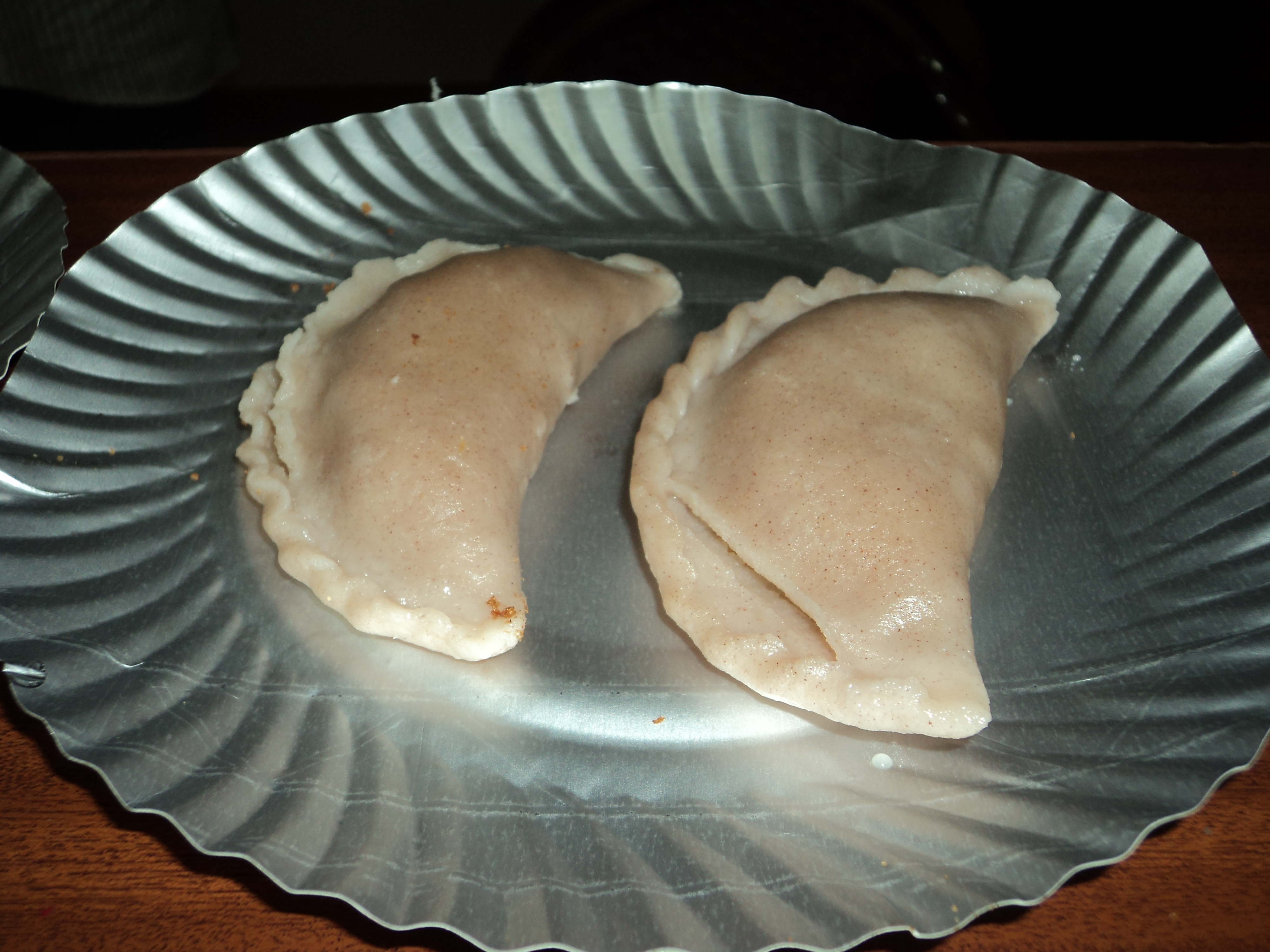
코루카타이
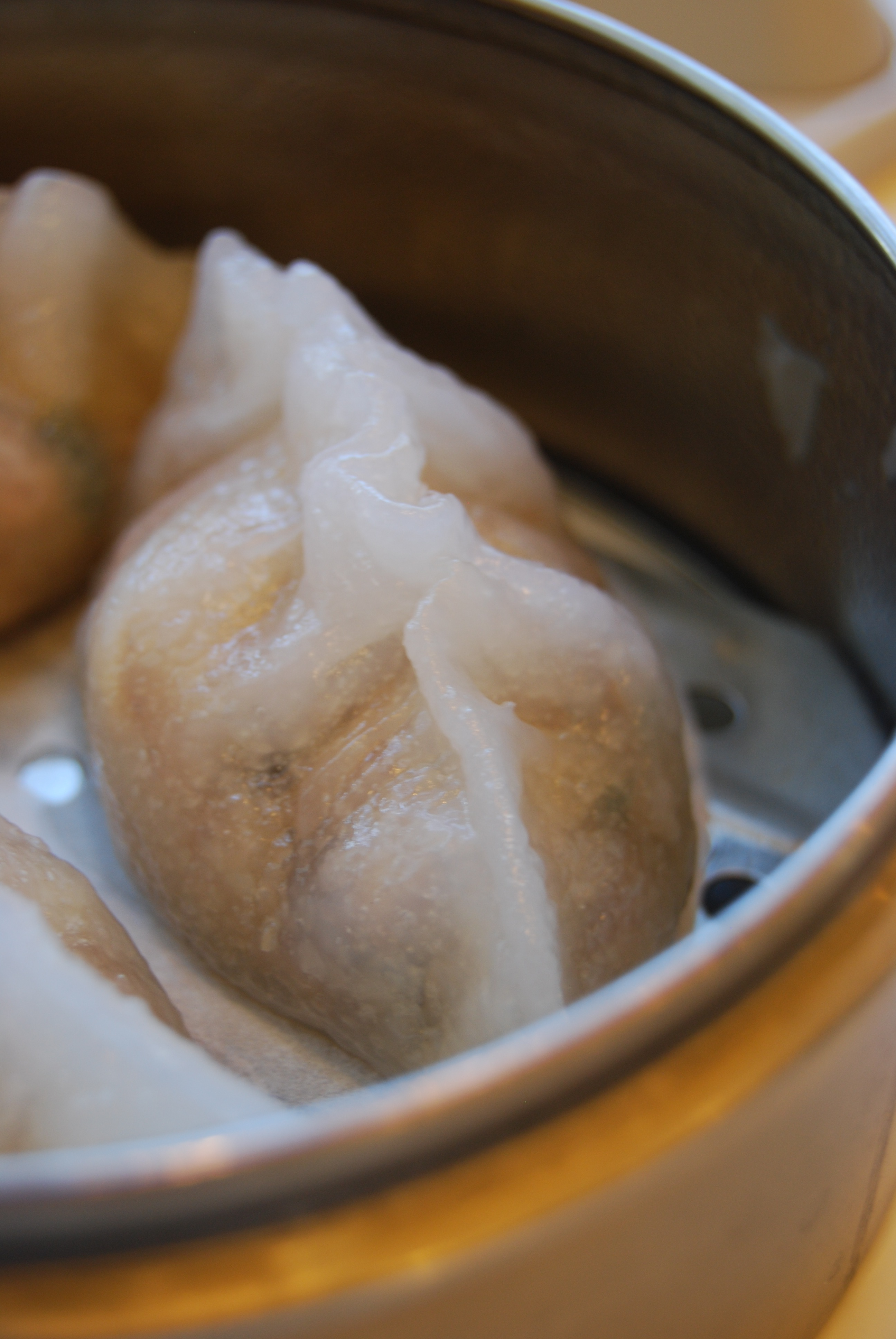
판궈
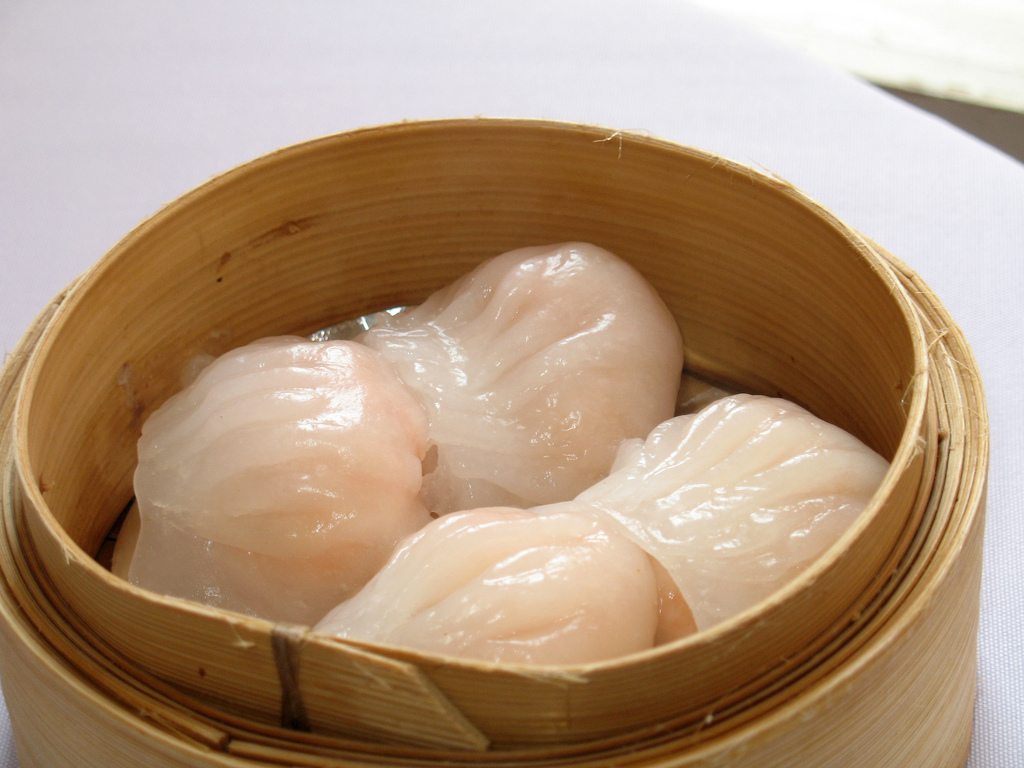
하가우
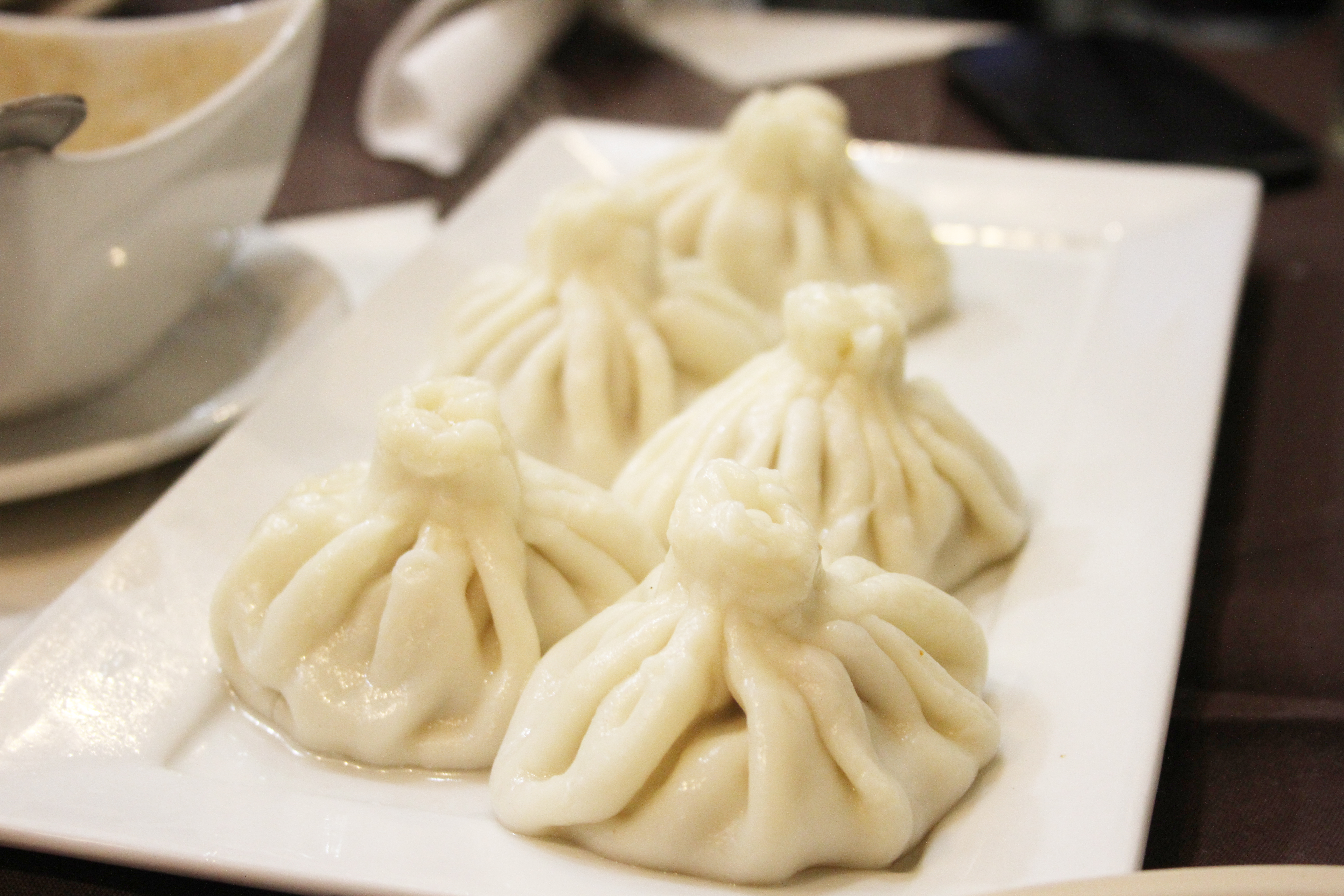
힌칼리

#### 유럽
- 독일: 마울타셰
- 동유럽: 칼두니
- 러시아: 펠메니
- 아슈케나즈 유대인: 크레플
- 우크라이나: 바레니키
- 이탈리아: 소를 넣은 파스타
- 폴란드: 피에로기

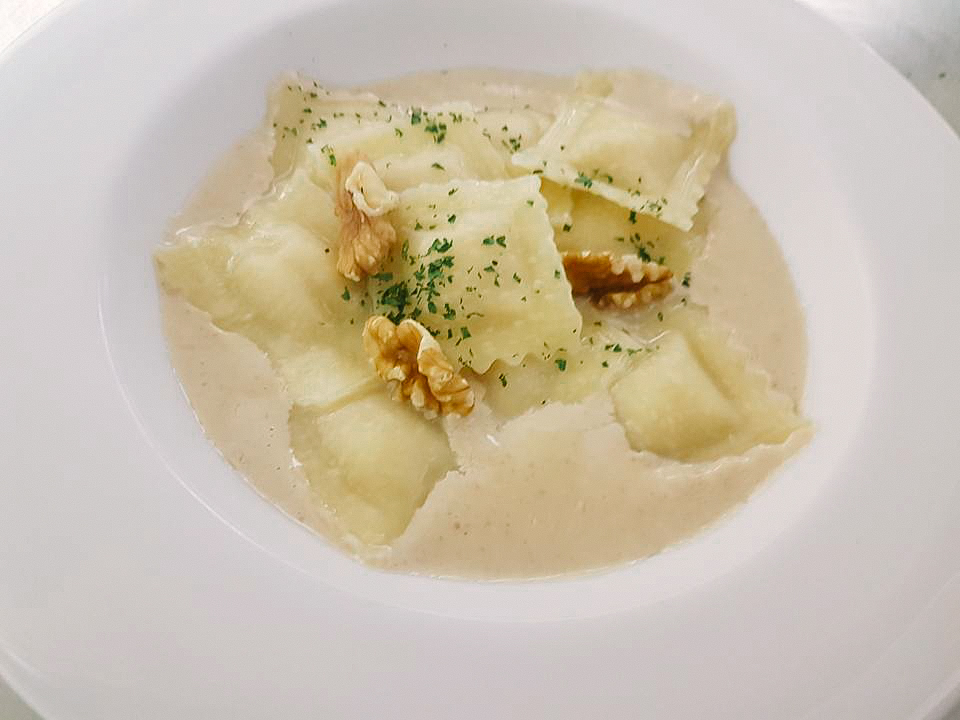
라비올리
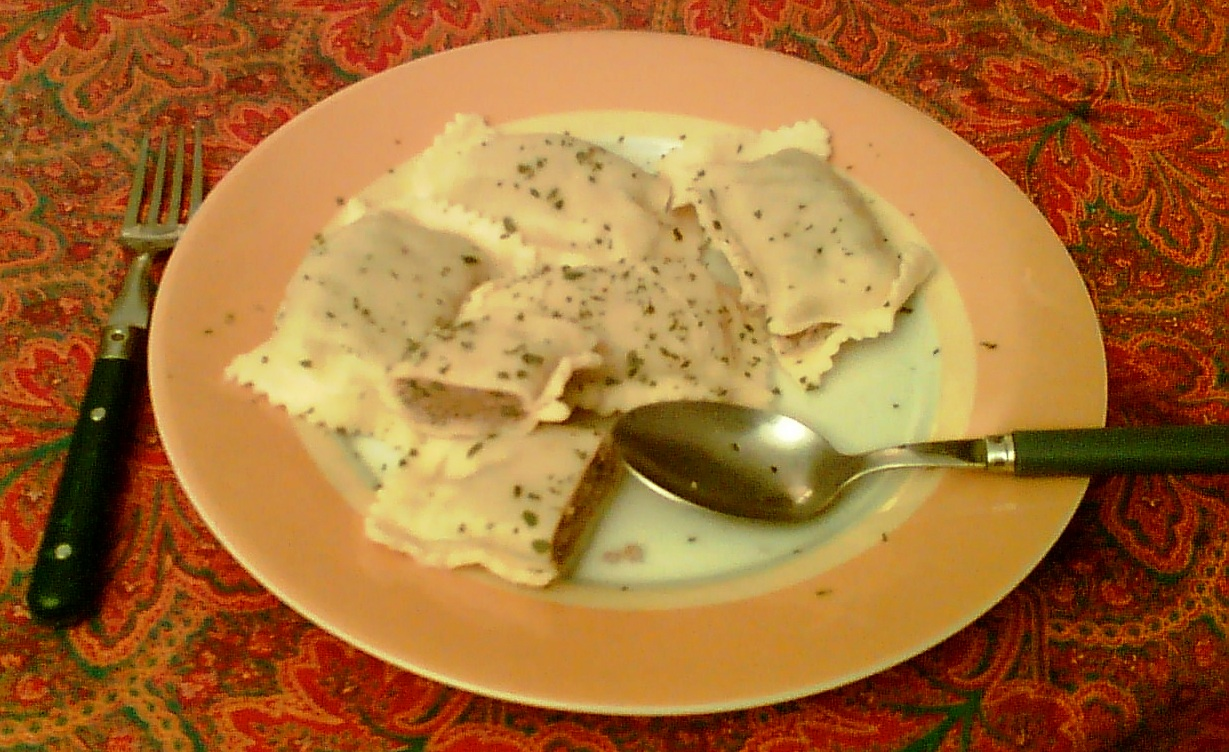
마울타셰
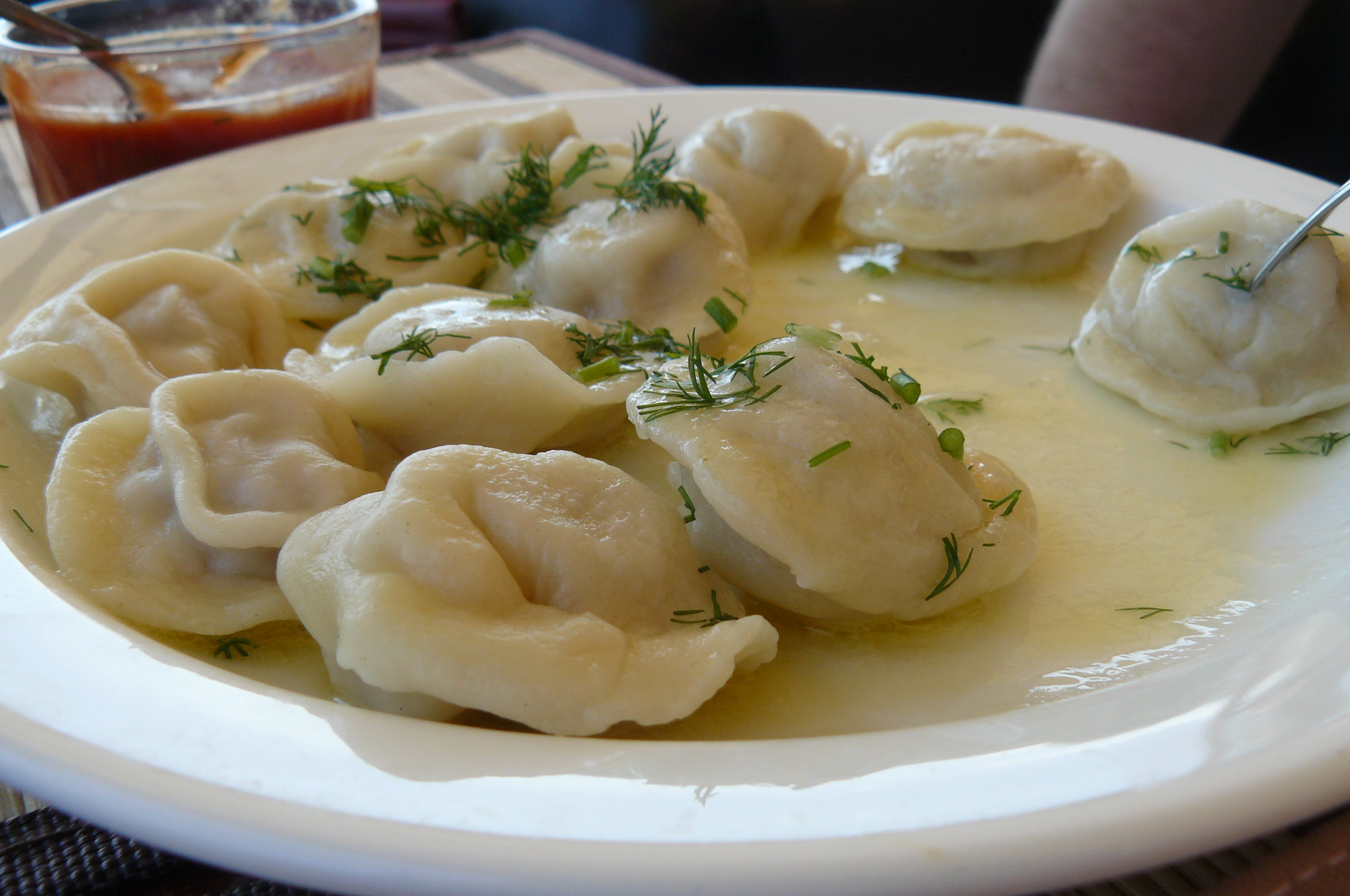
바레니키
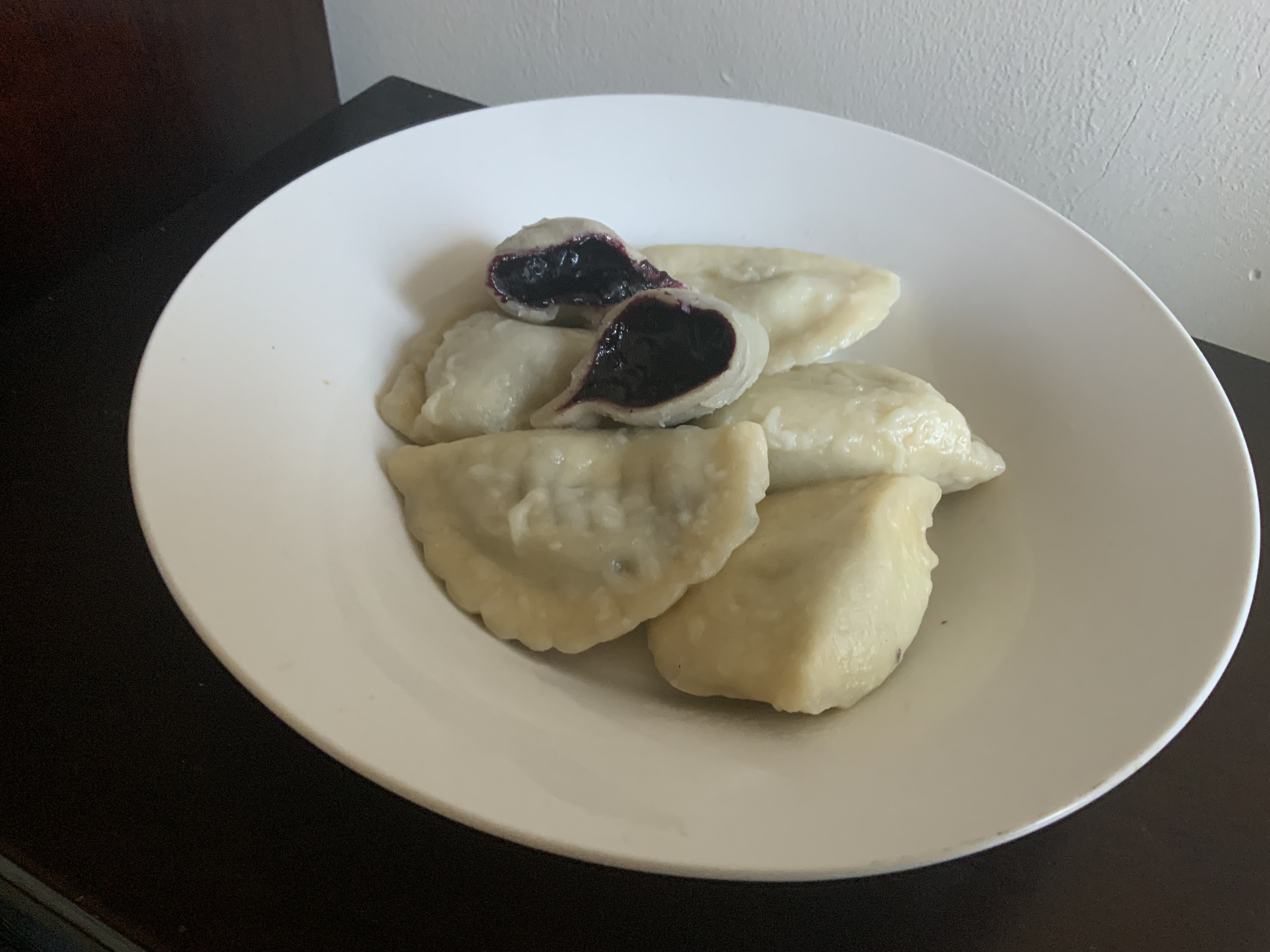
칼두니
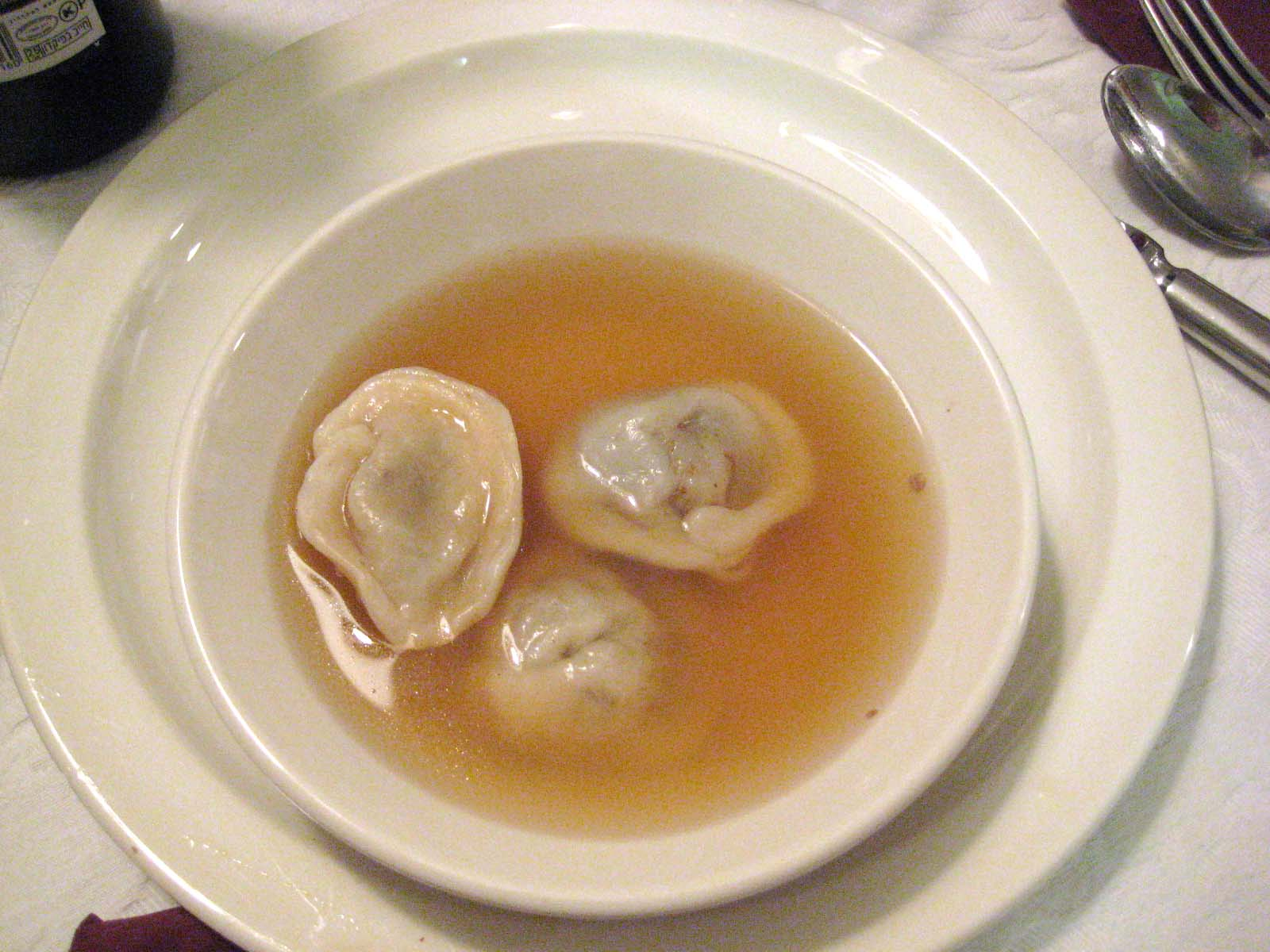
크레플
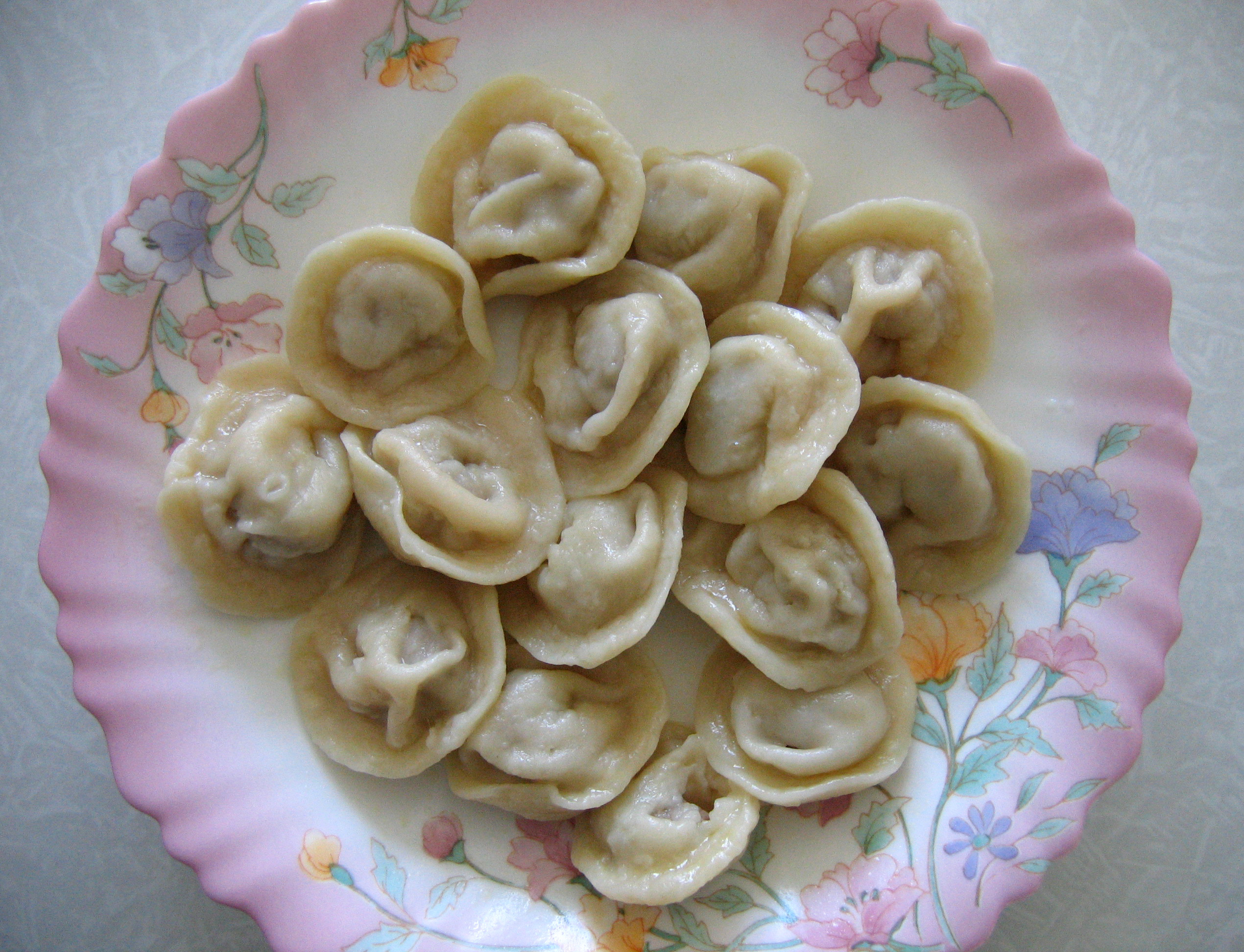
펠메니
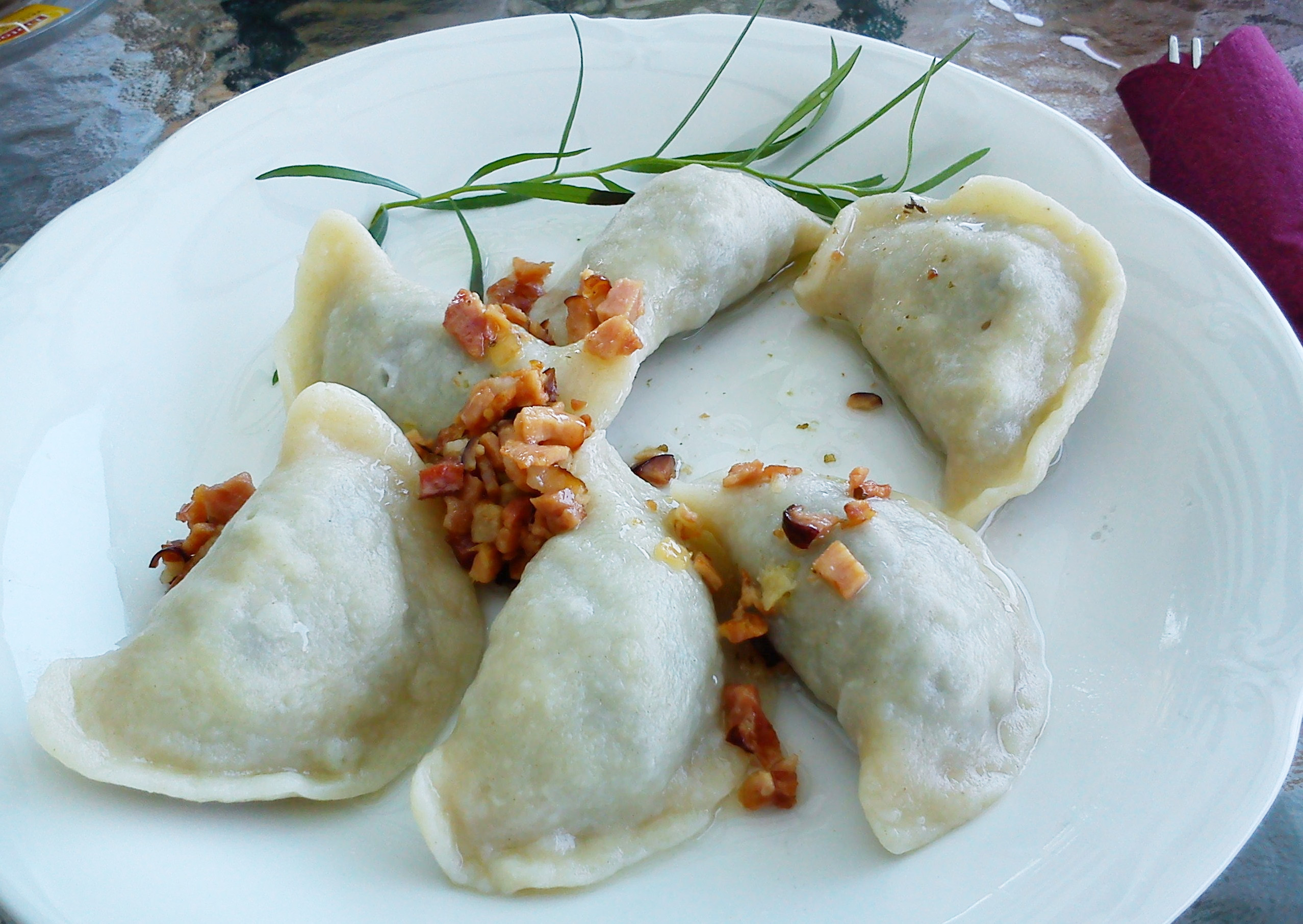
피에로기

#### 아메리카
- 아르헨티나: 소렌티노
- 이스파노아메리카: 엠파나다

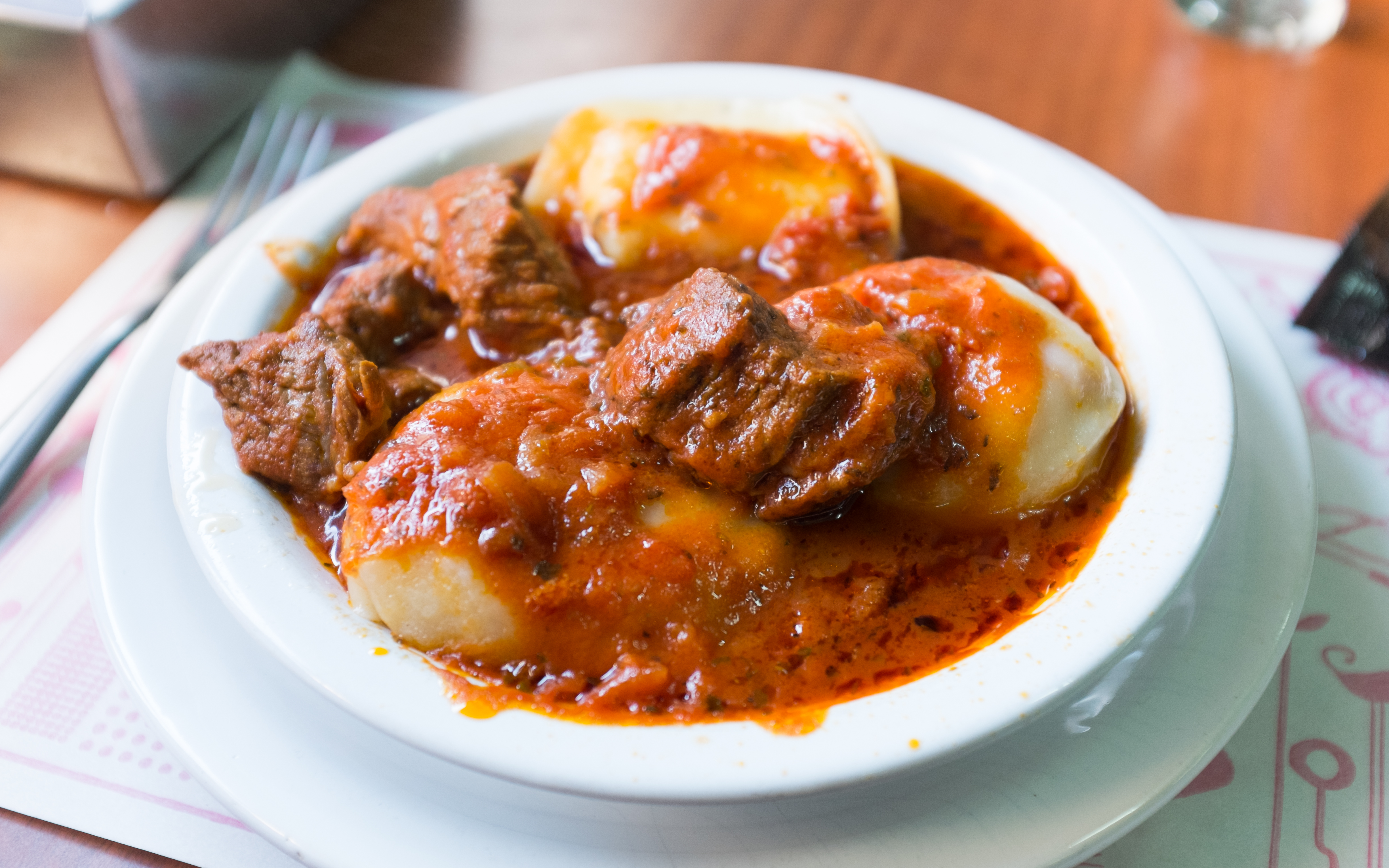
소렌티노
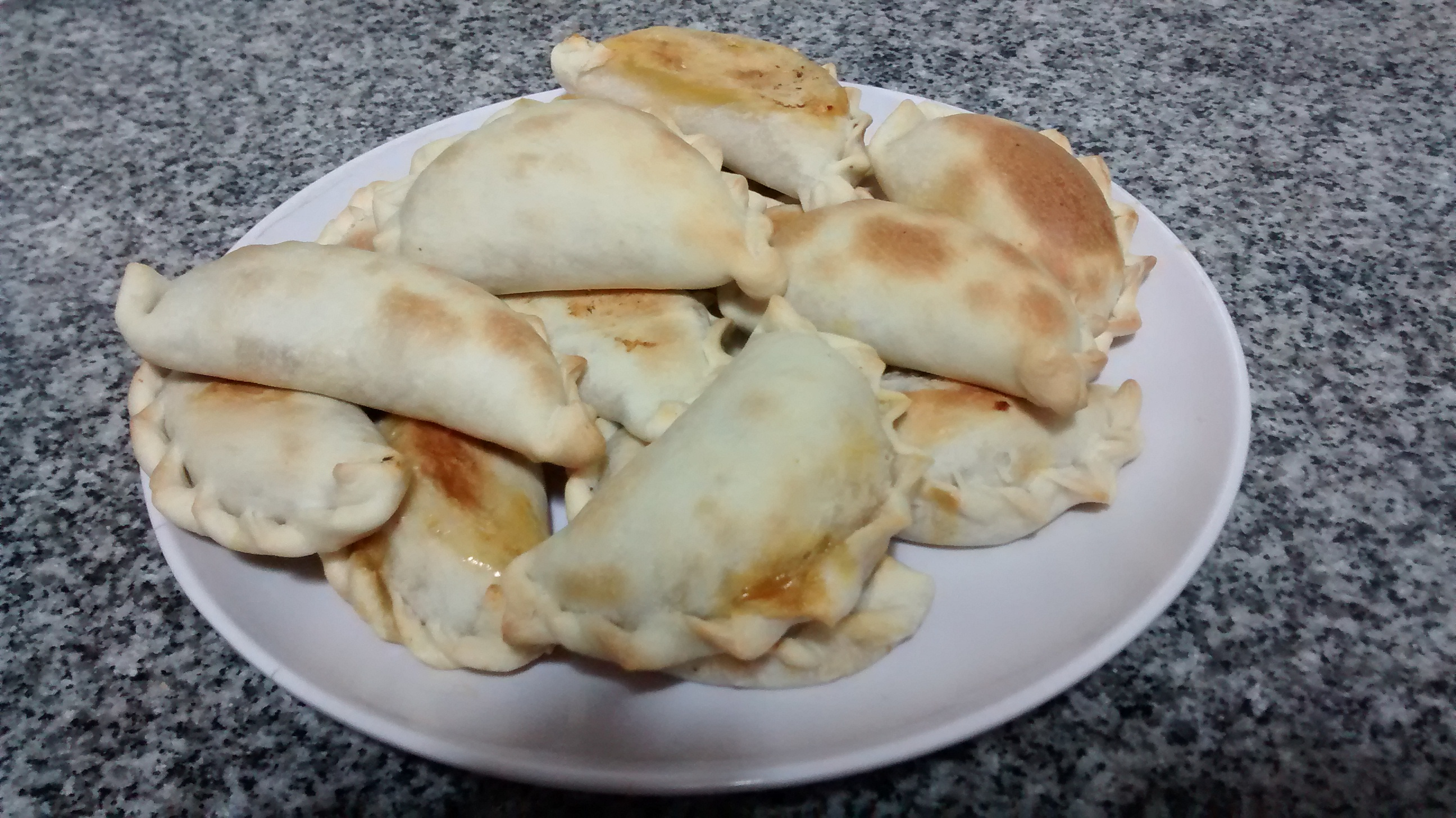
엠파나다

## 같이 보기
- 소를 넣은 음식 목록